# Arothron hispidus
Arothron hispidus е вид лъчеперка от семейство Tetraodontidae. Видът не е застрашен от изчезване.

## Разпространение и местообитание
Разпространен е в Австралия, Американска Самоа, Вануату, Виетнам, Гватемала, Гуам, Джибути, Египет, Еквадор (Галапагоски острови), Еритрея, Йемен, Израел, Индия (Андамански и Никобарски острови), Индонезия, Йордания, Иран, Камбоджа, Кения, Кипър, Кирибати (Лайн и Феникс), Китай, Кокосови острови, Колумбия, Коморски острови, Коста Рика, Мавриций, Мадагаскар, Майот, Малайзия, Малдиви, Малки далечни острови на САЩ (Атол Джонстън, Остров Бейкър и Хауленд), Маршалови острови, Мексико, Мианмар, Микронезия, Мозамбик, Науру, Никарагуа, Ниуе, Нова Каледония, Обединени арабски емирства, Оман, Остров Рождество, Острови Кук, Палау, Панама, Папуа Нова Гвинея, Параселски острови, Провинции в КНР, Реюнион, Салвадор, Самоа, Саудитска Арабия, САЩ (Хавайски острови), Северни Мариански острови, Сейшели, Сингапур, Соломонови острови, Сомалия, Острови Спратли, Судан, Тайван, Тайланд, Танзания, Токелау, Тонга, Тувалу, Уолис и Футуна, Фиджи, Филипини, Френска Полинезия, Хондурас, Шри Ланка, Южна Африка, Южна Корея и Япония.
Среща се на дълбочина от 0,1 до 120 m, при температура на водата от 19,8 до 29 °C и соленост 32,2 – 35,4 ‰.

## Описание
На дължина достигат до 50 cm, а теглото им е максимум 2010 g.